# Bedigliora
Bedigliora je obec ve švýcarském kantonu Ticino, okresu Lugano. Žije zde 621 obyvatel.

## Geografie
Obec se nachází v regionu Malcantone na jižním svahu kopce Bedeia (Bedeglia) (698 m n. m.). K obci náleží také osady Banco, Nerocco a Beride di Bedigliora.
Sousedními obcemi jsou Novaggio na severu, Tresa na jihu, Pura na jihovýchodě a Astano na západě.

## Historie

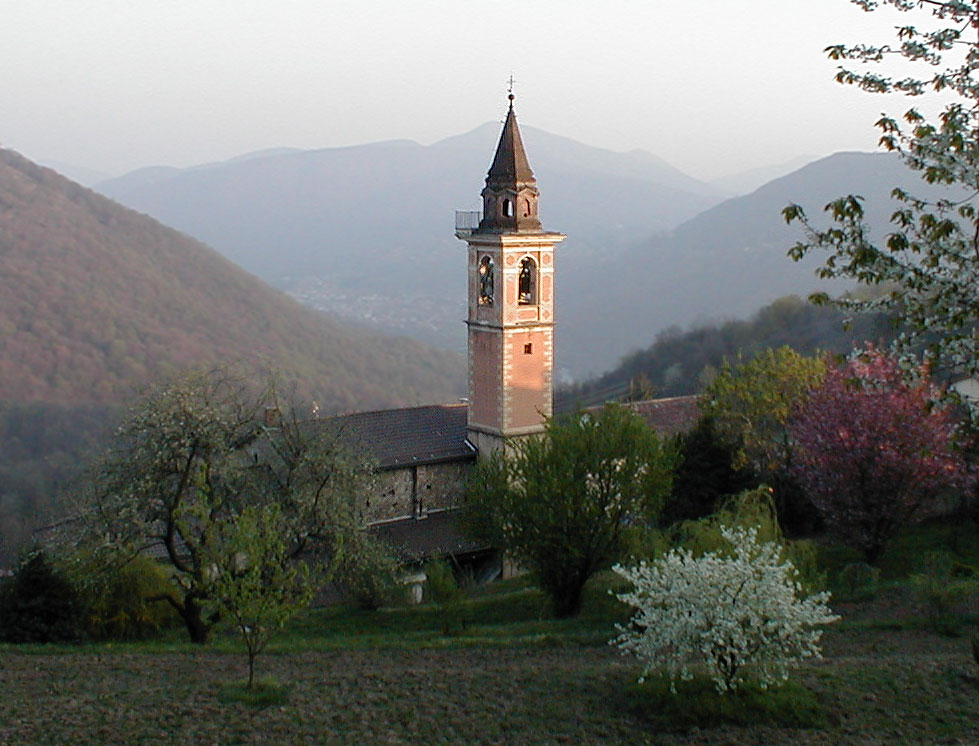
Kostelní věž v obci

První zmínka o obci pochází z roku 1335 pod názvem Bedaliola. Důkazem raného osídlení Bedigliory je kopulovitá hrobka na hoře Monte Bedeglia. V letech 1852 a 1886 byly v Bancu objeveny prehistorické hroby se severoetruským nápisem a v roce 1913 sekera z doby kamenné. Banco bylo do roku 1599 hlavním sídlem farnosti Bedigliora. Bedigliora, Curio a Novaggio patřily do stejnojmenné kastelánie (castlanei) neboli obecního vikariátu. V roce 1628 Bediglioru těžce postihl mor.
Dne 26. listopadu 2023 byl v konzultativním referendu schválen návrh na sloučení se sousedními obcemi Astano, Curio, Miglieglia a Novaggio do nové obce Lema, čímž byla obnovena myšlenka, která byla před 20 lety zamítnuta.

## Obyvatelstvo

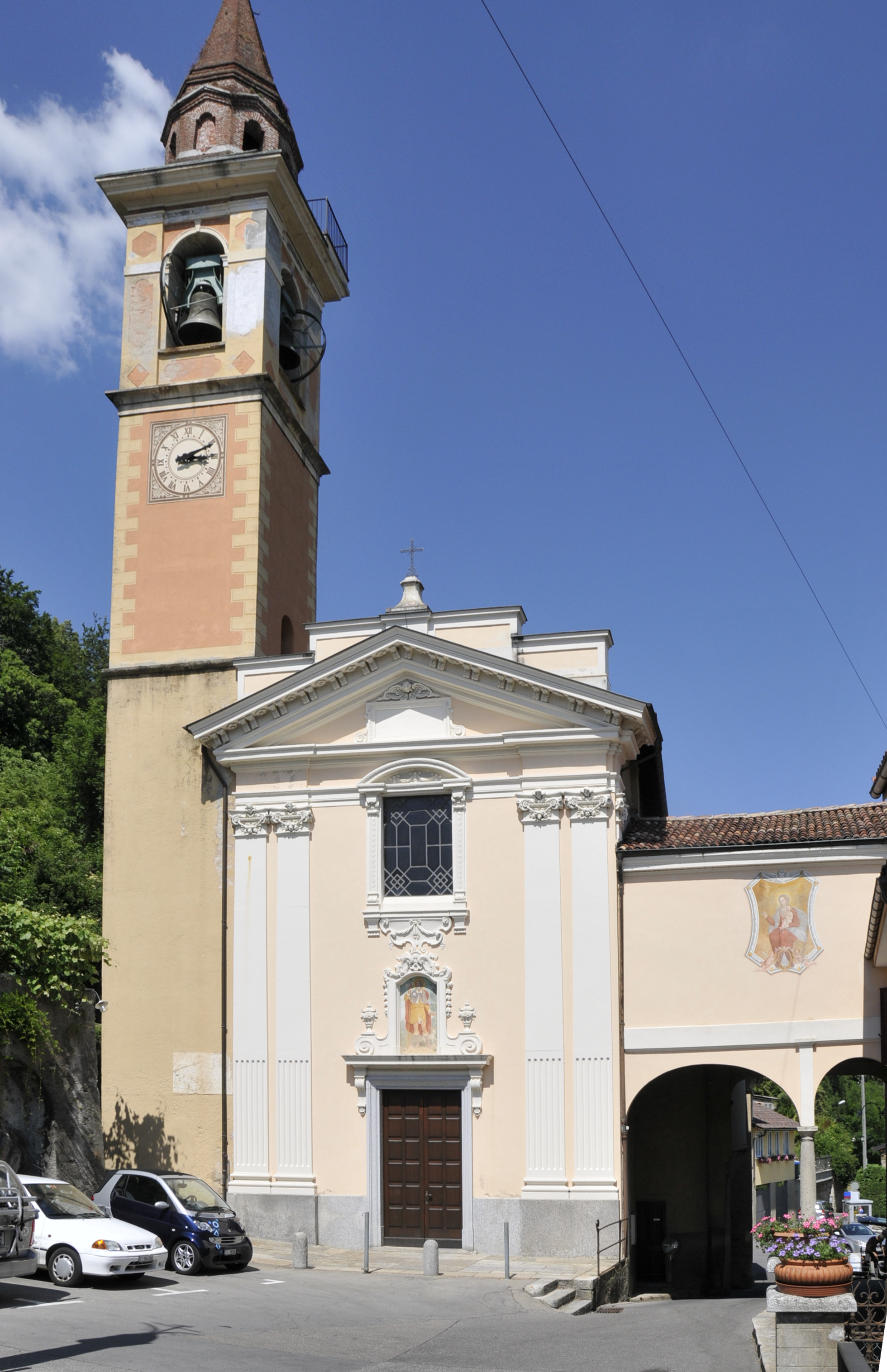
Kostel

| Rok            | 1591 | 1696 | 1801 | 1850 | 1900 | 1950 | 1980 | 1990 | 2000 | 2010 | 2020 |
| Počet obyvatel | 420  | 517  | 500  | 499  | 495  | 344  | 349  | 399  | 540  | 625  | 604  |

## Turismus a doprava
Obec má dobré spojení s obcemi Novaggio a Ponte Tresa, kam jezdí linky postbusu.
Nejbližší železniční stanice se nachází v Caslanu na železniční trati Lugano – Ponte Tresa.

## Osobnosti
- Lauro Amadò (1912–1971), fotbalista, jeho rodina pocházela z obce Bedigliora